# منتخب جنوب إفريقيا لكرة الماء
منتخب جنوب أفريقيا الوطني لكرة الماء هو المنتخب الذي يمثل جنوب أفريقيا في منافسات كرة الماء للرجال، ويقوم إتحاد جنوب أفريقيا للسباحة بإدارة شؤونه، أبرز إنجازاته هو فوزه بالميدالية الذهبية في دورة الألعاب الآسيوية 1974م.